# Mikhailo Isxenko
Mikhailo Isxenko (ucraïnès: Михайло Олексійович Іщенко)  (Morózovsk, 19 de maig de 1950) és un ex-jugador d'handbol ucraïnès que va competir sota bandera soviètica durant les dècades de 1970 i 1980. Jugava de porter.
Durant la seva carrera esportiva va prendre part en tres edicions dels Jocs Olímpics. El 1972, a Múnic, fou cinquè en la competició d'handbol. Quatre anys més tard, a Mont-real, guanyà la medalla d'or i el 1980, a Moscou, la de plata.
En el seu palmarès també destaquen dues medalles al Campionat del món d'handbol, de plata el 1978 i d'or el 1982. Amb la selecció soviètica jugà un total de 167 partits. A nivell de clubs jugà al Burevestnik Zaporizhzhia, SKA Kíev i SKA Lviv.